# SWEET GREEN
SWEET GREEN（スウィートグリーン）はAIR-G'（FM北海道）で2008年4月1日から2009年3月31日まで放送されたラジオ番組。

## 放送時間
- 月曜 - 木曜 14:00 - 16:50

## パーソナリティ
- 北川久仁子（CREATIVE OFFICE CUE所属タレント）

（前番組「La Vita Vivace」より引き続き担当）
- ピンチヒッター（北川が夏休みのため）

DJ龍太（10月20日）
千葉ひろみ（10月21日）
高山英穀（10月22日）
カラス（10月23日）

## レポーター（Tips Townを担当）
- 鈴木舞
- 中田千智
- 鈴木彩可
- 久我桜

## タイムテーブル
14:00　オープニング
14:15　交通情報（提供：パチンコひまわり）
14:35　Tips Town（レポートコーナー）
14:45　SWEET GREEN BEAUTY CLUB
14:55　Eternity（TOKYO FM）
15:00　ナニオト!?
15:05　Memories
15:20　ラディ・メルカート（FMラジオショッピング）
15:25　ゲストコーナー
15:40　Tips Town
15:45　いいあすスタイル 
15:55　道新ヘッドラインニュース
16:00　キレート☆ウォレット（提供：北海道ポッカコーポレーション）
16:10　交通情報（提供：カーセブン）
16:17　SMILE SAFETY PROJECT（提供：北海道エネルギー、山岡家）
16:25　Tips Town　（水曜日は「Fellings on Wednesday」）
16:45　放送終了